# جون جوزيف باور
جون جوزيف باور (بالإنجليزية: John Joseph Power)‏ هو سياسي أسترالي، ولد في 1867، وتوفي في 3 أبريل 1968. انتخب عضو الجمعية التشريعية نيو ساوث ويلز.